# 蛸島村
蛸島村（たこじまむら）は、石川県珠洲郡にあった村。現在の珠洲市蛸島町にあたる。

## 地理
- 海洋 ： 飯田湾

## 歴史
- 1889年（明治22年）4月1日 - 町村制の施行により、珠洲郡蛸島村を廃し、その区域をもって珠洲郡蛸島村を設置する。
- 1954年（昭和29年）7月15日 - 珠洲郡飯田町、宝立町、正院町、上戸村、若山村、直村、蛸島村、三崎村及び西海村を廃し、その区域をもって珠洲市を設置する。

## 経済
古くからの漁業のほか、鉢ヶ崎海岸周辺での海水浴場・リゾート開発を経ての観光業が盛ん。

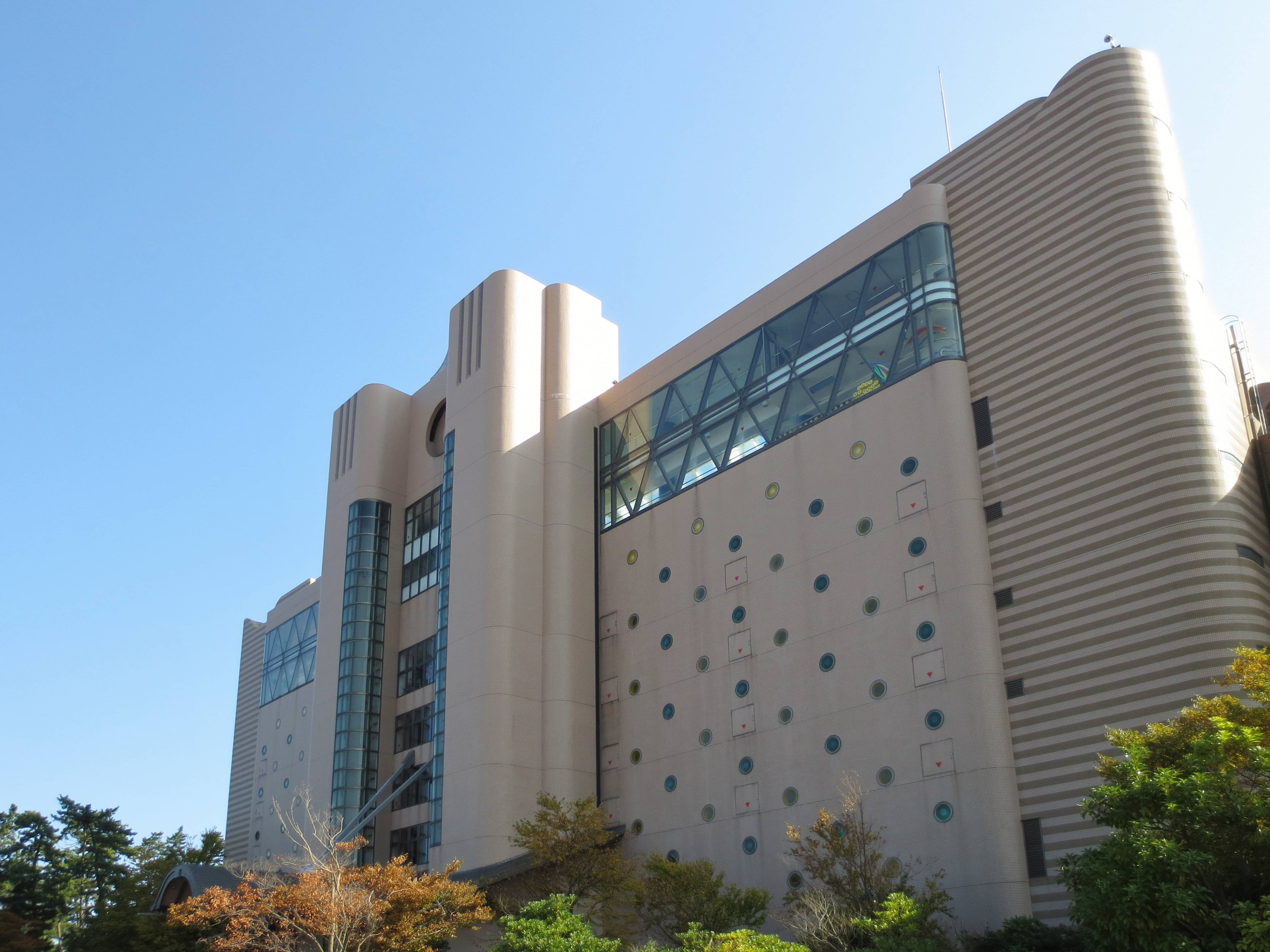
珠洲ビーチホテル
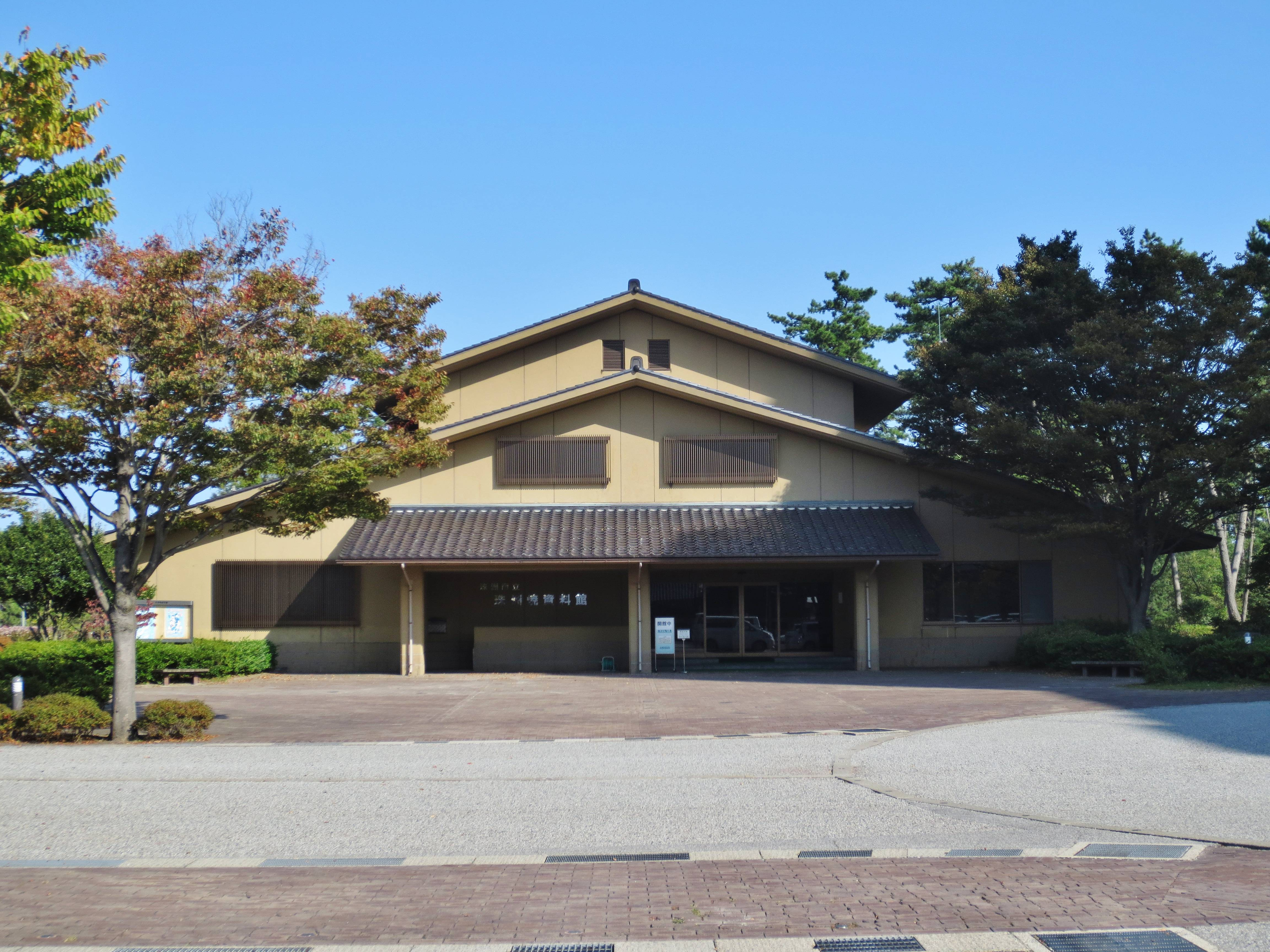
珠洲市立珠洲焼資料館
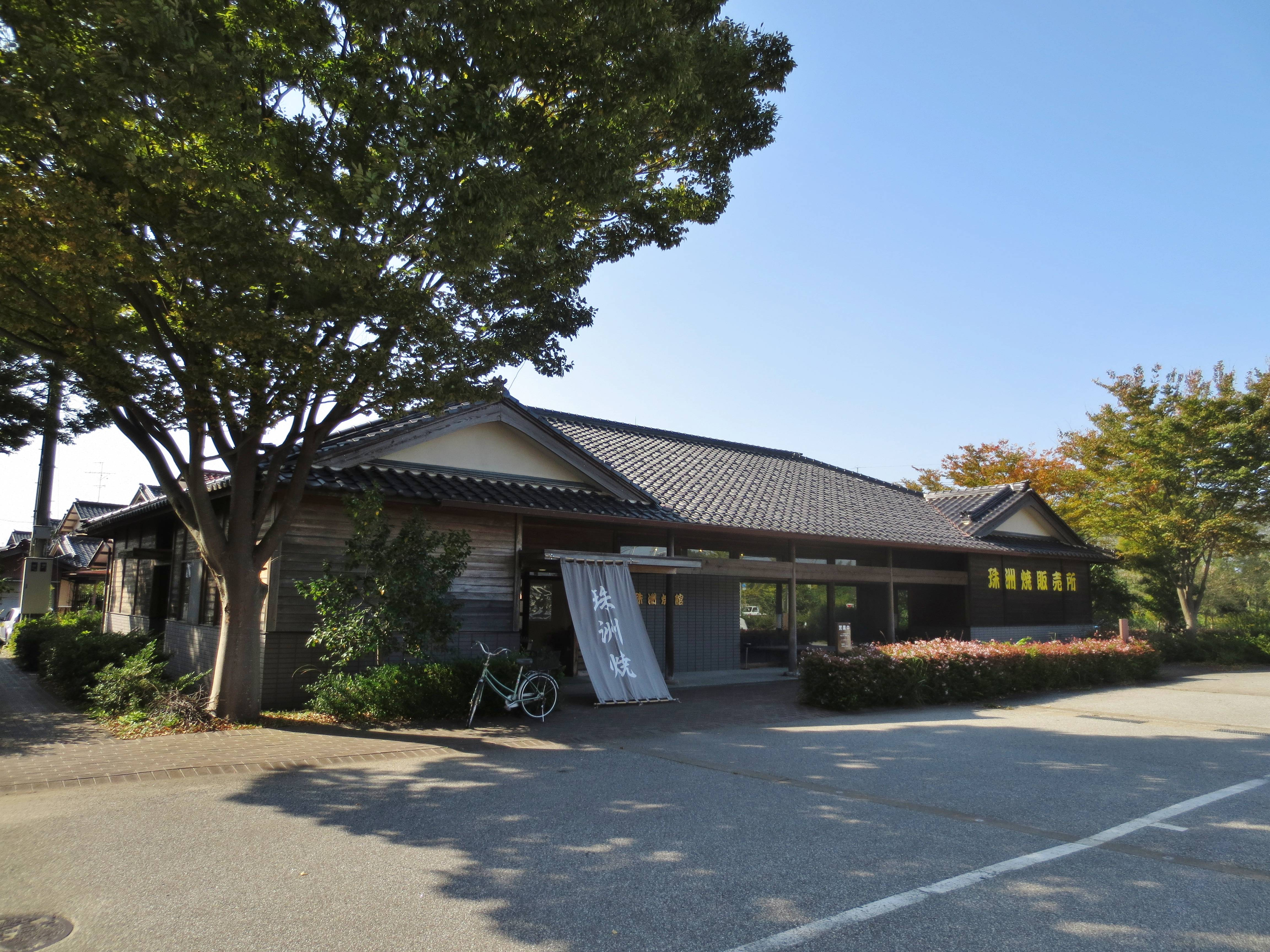
珠洲焼館

## 交通

### 鉄道路線
- 日本国有鉄道
  - 能登線（後ののと鉄道能登線）
    - 蛸島駅（駅舎の所在地は正院町であった）